# Reuben Ayarna
Reuben Ayarna (Accra, 22 ottobre 1985) è un ex calciatore ghanese, di ruolo centrocampista.

## Palmarès

### Club

#### Competizioni nazionali
- Campionato finlandese: 1

KuPS: 2019